# 钱江春
钱江春（1900 - 1927），中国作家，松江县华阳桥人。先后就读于江苏省立第三中学、杭州之江大学。1921年结识同在之江大学的胡山源，经介绍成为中华基督教青年会全国协会书报部编译。与侯绍裘、朱季恂资助松江景贤女校。翻译美国作家惠勒的《世界大战与中国》。1923年与胡山源、赵祖康创办弥洒社。1927年在上海因伤寒病逝世。  夫人为吴佩璋。女儿为钱蝶先，
钱挹珊。 钱挹珊是大提琴演奏家，上海音乐学院教授。